# Rūdbār Kolā
Rūdbār Kolā (persiska: رودبار كلا) är en ort i Iran.   Den ligger i provinsen Mazandaran, i den norra delen av landet, 180 km nordost om huvudstaden Teheran. Rūdbār Kolā ligger 241 meter över havet och antalet invånare är 146.
Terrängen runt Rūdbār Kolā är huvudsakligen kuperad. Rūdbār Kolā ligger nere i en dal. Runt Rūdbār Kolā är det ganska tätbefolkat, med 111 invånare per kvadratkilometer. Närmaste större samhälle är Sūrak, 17,3 km norr om Rūdbār Kolā. I omgivningarna runt Rūdbār Kolā växer i huvudsak blandskog.